# Esporte na Geórgia
O Esporte na Geórgia tem um proeminente papel na sociedade georgiana.
Historicamente, a Geórgia tem sido famosa pela sua edução física; é sabido que os romanos eram fascinados com qualidades físicas dos georgianos, depois de ver as técnicas de treinamento da antiga Ibéria.
Os esportes populares na Geórgia são futebol, basquete, rugby union, lutas, judô, halterofilismo e xadrez. A Geórgia participou de sua primeira Olímpiada em 1996.[carece de fontes?]